# Publi Gabini Capitó (conspirador)
Publi Gabini Capitó (llatí: Publius Gabinius Capito) va ser un conspirador romà, probablement fill del pretor Publi Gabini Capitó. Formava part de la gens Gabínia, una família romana d'origen plebeu.
Va ser un dels participants més actius a la conspiració de Catilina. Quan Ciceró, després d'haver detingut els ambaixadors al·lòbroges que el van informar dels noms dels dirigents de la conspiració, el va interrogar, va negar cap coneixement del cas i haver tingut contacte amb els ambaixadors, però Ciceró va mostrar l'evidència i va ser tancat amb els altres conspiradors a la presó Mamertina, i poc després executat. Probablement és el mateix personatge esmentat com a Gaius Gabinius Cimber.